# Duilio Davino
Duilio César Jean Pierre Davino Rodríguez (León, 21 de março de 1976) é um ex-futebolista mexicano que defendeu como último clube o Monterrey.

## Carreira
Atuou também por Tecos, América do México, Dallas e Puebla. Jogou também pela Seleção Mexicana durante dez anos. Jogou a Copa de 1998.
Davino, que também jogou as Olikmpíadas de Atlanta, duas Copas Ouro da CONCACAF, duas Copas das Confederações e duas Copas América, se envolveu em uma polêmica. durante uma partida do América do México, clube que defendia em 2006, foi chamado pelo árbitro Germán Arredondo de "cozinheiro homossexual" após Davino, que não foi convocado para a Copa de 2006, ter ofendido o trio de arbritragem. O defensor ficou irritado, mas Arredondo garantiu que jamais tinha dito tais insultos.